# Dissonnie
Le dissonnie fanno parte del gruppo primario dei disturbi del sonno, insieme alle parasonnie. Questi disturbi ostacolano l'individuo dal prendere sonno o ne provocano il risveglio precoce. Sono caratterizzate da qualità, quantità od orari disfunzionali del sonno. Le persone che ne soffrono lamentano difficoltà ad addormentarsi, rimanere addormentati, veglia notturna, o combinazioni di questi sintomi. Fattori scatenanti comuni, a volte di disturbi transitori, possono essere lo stress, l'assunzione di sostanze psicotrope, l'abitudine del riposo diurno ed altri. A volte tali disturbi del sonno si associano ad altri disturbi psichici o ne rappresentano la causa scatenante.

## Disturbi
- Insonnia
- Ipersonnia
- Privazione del sonno
- Debito di sonno
- Sindrome delle apnee nel sonno
- Eccessiva sonnolenza diurna
- Narcolessia
- Cataplessia
- Paralisi nel sonno
- Illusione ipnagogica
- Sonnambulismo
- Incubo
- Disturbi del ritmo circadiano